# کلر تروور
کلر تروور (انگلیسی: Claire Trevor؛ زاده ۸ مارس ۱۹۱۰ – درگذشته ۸ آوریل ۲۰۰۰) یک بازیگر اهل ایالات متحده آمریکا بود. وی بین سال‌های ۱۹۳۳ تا ۱۹۸۷ میلادی فعالیت می‌کرد.

## فیلم‌شناسی
از فیلم‌ها یا برنامه‌های تلویزیونی که وی در آن نقش داشته‌است می‌توان به دلیجان، متکبرها، بن‌بست، قاتل مادرزاد و از جان گذشتگان اشاره کرد.

## مرگ
در 8 آوریل 2000، تروور در بیمارستانی در نیوپورت بیچ، کالیفرنیا درگذشت.